# Piotr Kleszcz
Piotr Tomasz Kleszcz (Łódź, 8 de junho de 1967) - padre católico romano polonês , franciscano conventual , bispo auxiliar de Łódź (nomeado).

## Biografia
Ele nasceu em 8 de junho de 1967 em Łódź. Em 1986 iniciou o noviciado no mosteiro de Smardzewice. Nos anos 1987-1993 completou os estudos filosóficos e teológicos no Seminário Maior dos Padres Franciscanos em Łódź. 4 de outubro de 1991 na igreja de St. Antoni Padewski em Łódź fez a profissão perpétua nas mãos do Padre Albert SzczesiulEm 29 de maio de 1993 o Arcebispo Józef Kowalczyk, núncio apostólico na Polônia, ordenou-o ao sacerdócio. Em 1993, obteve o título de mestre em teologia pela Academia de Teologia Católica de Varsóvia.
Trabalhou como vigário na Arquidiocese de Łódź, nos anos 1993-1995 na paróquia de St. Antônio e Santo João Baptista em Łódź, nos anos 1995–1996 e 1997–2016 na paróquia de Nossa Senhora dos Anjos em Łódź . Nos anos 1996-1997 viveu nos Estados Unidos, exercendo as funções de vigário na paróquia de Nossa Senhora de Częstochowa em Boston. Ele serviu como mestre dos irmãos professos temporários, bem como pai espiritual do decanato de Łódź-Chojny-Dąbrowa. Em 2016, tornou-se pároco de Nossa Senhora dos Anjos em Łódź e assumiu o cargo de guardião da comunidade religiosa.
Ele foi pastor das comunidades do Movimento Luz-Vida e dos círculos da Igreja Doméstica, e pregou retiros. Em 1997, fundou a banda infantil Mały Choir Wielkich Serc, para a qual escreveu letras e compôs músicas. Em 2020, começou a evangelizar online, publicando vídeos com comentários sobre leituras diárias intituladas: Pasto Verde. Em 2023, tornou-se guardião espiritual do abrigo feminino. Santo Irmão Albert em Łódź
Em 25 de setembro de 2024, o Papa Francisco nomeou-o bispo auxiliar da Arquidiocese de Łódź com a sé titular de Aquae Albae em Bizacena. Ele será ordenado bispo em 19 de outubro de 2024 na Arquicatedral de Łódź.

## Decorações e distinções
Em 2022, o Presidente da República da Polónia, Andrzej Duda, concedeu-lhe a Cruz de Mérito de Prata.